# Polystachya wightii
Polystachya wightii är en orkidéart som beskrevs av Heinrich Gustav Reichenbach. Polystachya wightii ingår i släktet Polystachya och familjen orkidéer. Inga underarter finns listade i Catalogue of Life.